# Glicerio (nome)
Glicerio  è un nome proprio di persona italiano maschile.

## Varianti
- Alterati: Clicerio[1][4]
  - Ipocoristici: Licerio[4]
- Femminili: Gliceria[1][2][4], Cliceria[4], Glicera[3]

### Varianti in altre lingue
- Basco: Glizerio
- Catalano: Gliceri[5], Cliceri[6]
- Croato: Glicerije
- Francese: Glycérius
- Greco antico: Γλυκερος (Glykeros)[4]
  - Femminili: Γλυκερια (Glykeria)[7], Γλυκερα (Glykera)[4]
- Latino: Glycerius[1], Glycerus[4]
  - Femminili: Glyceria[1], Glycera[4]
- Lituano: Glicerijus
- Polacco: Gliceriusz
- Portoghese: Glicério
- Russo: Глицерий (Glicerij)
- Serbo: Глицерије (Glicerije)
- Spagnolo: Glicerio[5], Clicerio[6]
- Ucraino: Гліцерій (Hlicerij)

## Origine e diffusione
Risale al greco Γλυκερος (Glykeros), che si basa sull'aggettivo γλυκυς (glykys, "dolce") ed ha quindi tale significato, lo stesso dei nomi Dolce e Shirin.
Il nome gode di scarsa diffusione ed è attestato prevalentemente nel Nord Italia, in particolare in Emilia-Romagna. Il suo utilizzo è generalmente dovuto al culto dei vari santi che lo hanno portato; il femminile Glicera, in rari casi, può invece richiamare il nome portato da varie etere dell'antica Grecia, e le omonime donne cantate da Orazio e Tibullo.

## Onomastico

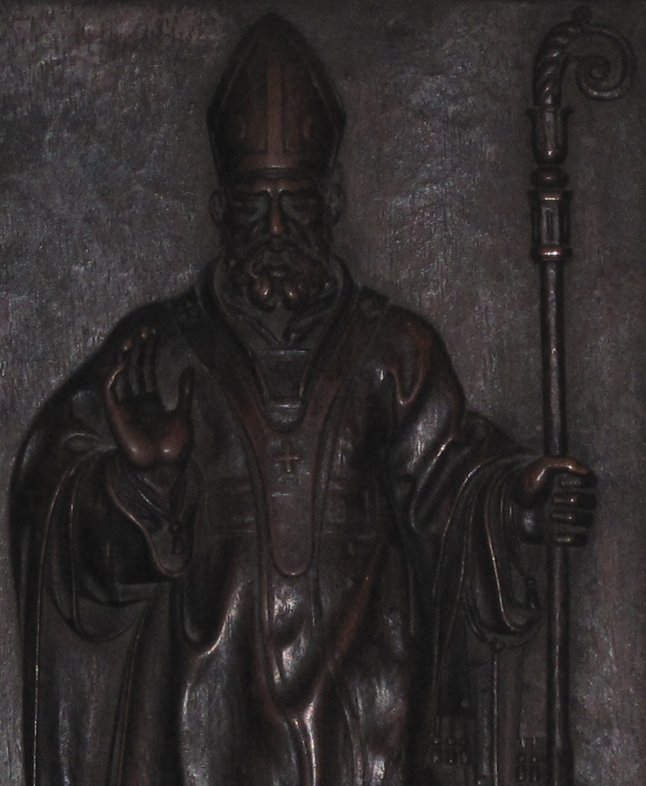
Statua di san Glicerio nel Duomo di Milano

L'onomastico si può festeggiare in memoria di vari santi, alle date seguenti:
- 14 gennaio, san Glicerio, diacono, martire ad Antiochia[8][9]
- 13 maggio, santa Glicera di Traianopoli, martire sotto Antonino Pio ad Eraclea (oggi Marmara Ereğlisi)[10]
- 8 luglio, santa Gliceria, martire ad Eraclea Sintica[8][10]
- 20 settembre, san Glicerio (o Clicerio), arcivescovo di Milano[3][5][9]
- 21 dicembre, san Glicerio, sacerdote, martire a Nicomedia sotto Diocleziano[3][9]

## Persone
- Glicerio, imperatore romano d'Occidente e vescovo di Salona
- Glicerio, arcivescovo di Milano
- Glicerio de Persona, nobile italiano
- Glicerio Vettori, imprenditore e politico italiano